# جدول زمانی جنگ جهانی دوم (۱۹۴۱)
جدول زمانی جنگ جهانی دوم یک جدول زمانی از رویدادهایی است که در جریان جنگ جهانی دوم در سال ۱۹۴۱ رخ داده‌است. عمده‌ترین رویدادهای این جدول زمانی مربوط به عملیات بارباروسا در جبهه شرقی (جنگ جهانی دوم) است.

## ژانویه
۱: اولد بیلی، گیلدهال و هشت کلیسای دیگر که توسط معمار انگلیسی کریستوفر رن ساخته شده بودند، در لندن تخریب شده یا به شدت آسیب دیدند.
نیروی هوایی سلطنتی بریتانیا کارخانه‌های هواپیماسازی در برمن آلمان را بمباران کرد.
۲: بمب‌افکن‌های آلمانی برای دومین شب متوالی ایرلند را بمباران کردند.
۲–۴: بردیه در لیبی توسط بمب‌افکن‌ها و ناوهای بریتانیایی بمباران شد.
۳: بمب‌افکن‌های نیروی هوایی سلطنتی بریتانیا به برمن و کانال کیل در آلمان حمله کردند. پل کانال کیل دچار اصابت مستقیم شد و فرو ریخت.
۵: عملیات کومپس: سربازان استرالیایی سپاه سیزدهم (بریتانیا)، بردیه تحت کنترل ایتالیا در لیبی را تصرف کرده و ۴۵۰۰۰ اسیر ایتالیایی را دستگیر کردند.
طبرق، هدف بعدی، ۷۰ مایلی دورتر است.
رهبر حزب فاشیست منطقه والونیا، لئون دگرل، در شهر تحت اشغال آلمان لیژ سخنرانی و حمایت حزب رکس از نازیسم آلمان را اعلام کرد.
۶: یونانی‌ها به سمت گذرگاه کلیسورا در طی تسخیر گذرگاه کلیسورا پیشروی کردند.
۷: حمله بریتانیا و کشورهای مشترک‌المنافع در شمال آفریقا در نزدیکی طبرق. فرودگاه گرفته شد.
۱۰: قانون وام و اجاره به کنگره ایالات متحده معرفی شد.
توافقنامه مرزی و تجاری آلمان و شوروی امضا شد.
هواپیماهای آلمانی به ناو هواپیمابر اچ‌ام‌اس الیوستریوس (۸۷) که عازم مالت است آسیب می‌زند. اکنون مشخص شده‌است که لوفت‌وافه آلمان فرماندهی هوایی بر فراز دریای مدیترانه را دارد. این حمله همچنین گشایش عذاب مالت در ماه‌های آینده است.
نیروهای یونانی در آلبانی از گذرگاه مهم استراتژیک کلیسورا استفاده کردند.
۱۱: در لندن، هنگامی که یک بمب نیروهای آلمانی در خارج از بانک انگلستان فرود آمد و زیر زمین ایستگاه متروی لندن را تخریب کرد، ۵۷ نفر کشته و ۶۹ نفر مجروح شدند.
۱۲: عملیات کومپس: سربازان بریتانیایی و استرالیایی/ سپاه سیزدهم (بریتانیا) برای حمله به طبرق تحت کنترل ایتالیا آماده می‌شوند.
۱۳: یورش شبانه سنگین لوفت‌وافه به پلیموث انگلستان.
۱۴: اولین استفاده از نماد V توسط ویکتور دو لاولی در سرویس رادیو بلژیک بی‌بی‌سی.
۱۵: رقابت بین ناسیونالیست‌های چینی و کمونیست‌های چینی آشکارتر می‌شود. تعداد زیادی از آنها مجبورند سلاح‌های خود را با اکراه تسلیم کنند.
۱۶: نیروهای بریتانیا اولین حملات ضد حمله خود را در شرق آفریقا، در اتیوپی تحت کنترل ایتالیا، به نام عملیات آفریقای شرقی آغاز کردند.
بمب‌افکن‌های آلمانی به والتا، مالت حمله کردند و کشتی اچ‌ام‌اس الیوستریوس (۸۷) دوباره مورد اصابت قرار گرفت.
۱۷: نبرد کو چانگ با پیروزی قاطع نیروهای دریایی فرانسه ویشی در طول جنگ فرانسه و تایلند به پایان رسید.
ملاقات مولوتف با سفیر آلمان در مسکو، شولنبرگ. شوروی‌ها از این‌که هیچ پاسخی از آلمان به پیشنهادشان برای پیوستن به قدرت‌های محور در مذاکرات محور شوروی و آلمان (۲۶ نوامبر ۱۹۴۰) دریافت نکرده‌اند، شگفت‌زده شده‌اند. شولنبورگ پاسخ می‌دهد که ابتدا باید با ایتالیا و ژاپن بحث شود.
۱۸: حملات هوایی به مالت از نظر تمرکز و شدت در حال افزایش است.
۱۹: لشکرهای ۴ و ۵ هند به ضد حمله بریتانیا در شرق آفریقا در طی عملیات آفریقای شرقی ادامه می‌دهند و از سودان به اریتره تحت کنترل ایتالیا حمله کردند.
ملاقات هیتلر و موسولینی در برشتس‌گادن. هیتلر با ارائه کمک به شمال آفریقا موافقت کرد.
۲۱: عملیات کومپس: سربازان بریتانیایی و استرالیایی/ سپاه سیزدهم (بریتانیا) طبرق تحت کنترل ایتالیا را به‌طور کامل تصرف کردند.
گزارش‌هایی وجود دارد که فاشیست‌های رومانیایی (گارد آهنین) در حال اعدام یهودیان در بخارست هستند.
۲۳: اچ‌ام‌اس الیوستریوس (۸۷)، به شدت آسیب دیده، مالت را برای تعمیر در اسکندریه ترک می‌کند.
چارلز لیندبرگ در مقابل کنگره ایالات متحده آمریکا شهادت می‌دهد و توصیه می‌کند که ایالات متحده در مورد پیمان بی‌طرفی با آدولف هیتلر مذاکره کند.
۲۴: نیروهای بریتانیایی در کنیا به ضد حمله آفریقای شرقی ادامه می‌دهند و به سومالی‌لند ایتالیا حمله کردند.
۲۹: ایوانیس متاکساس، رئیس‌جمهور یونان درگذشت.
۳۰: نیروهای بریتانیایی، درنه در شمال آفریقا را تصرف کردند.
۳۱: سربازان هندی بریتانیا آگوردات در اریتره در آفریقای شرقی ایتالیا را تصرف کردند. هزار سرباز ایتالیایی به اسارت درآمدند.

## فوریه

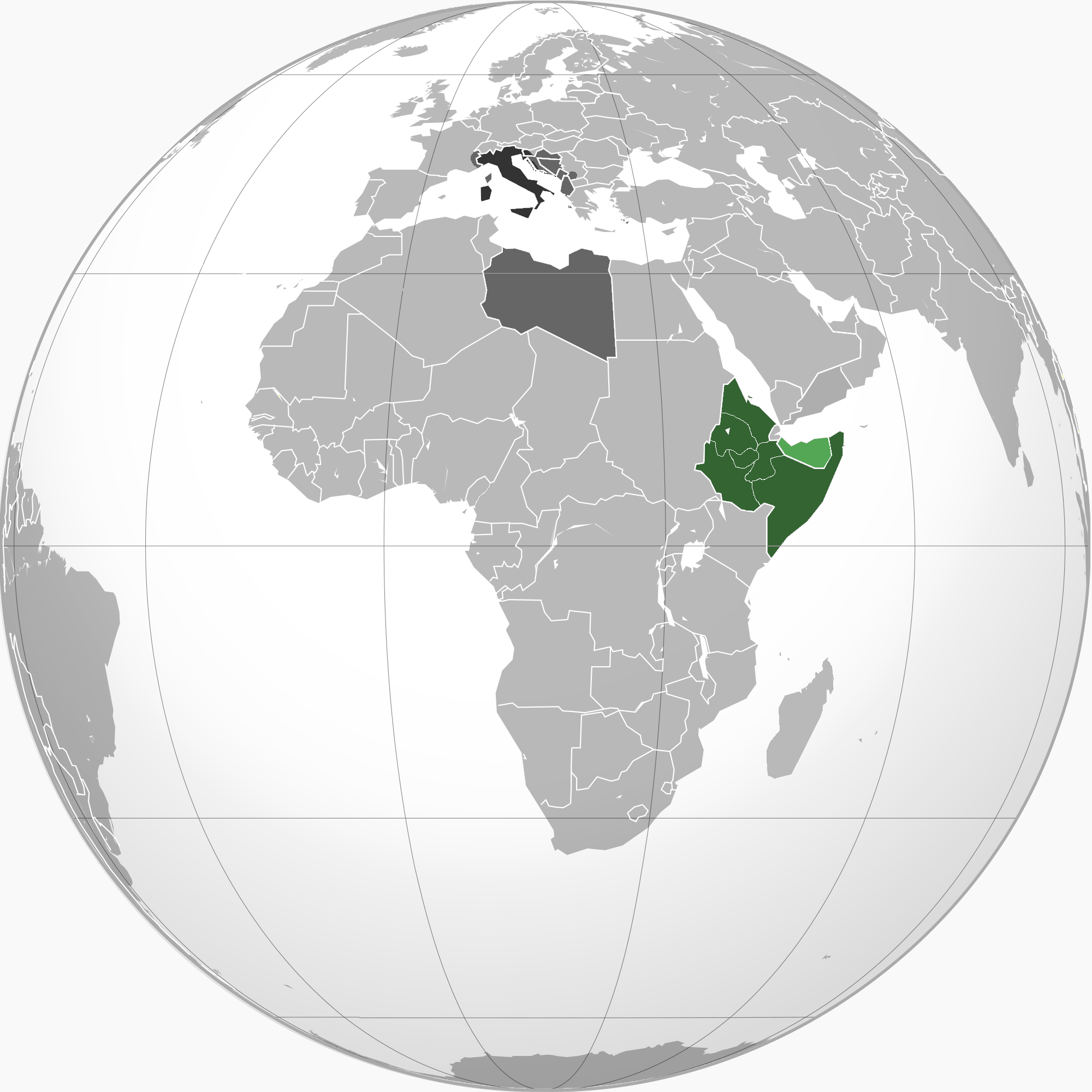
آفریقای شرقی ایتالیا

آفریقای شرقی ایتالیا

۱: دریاسالار هازبند کیمل به عنوان فرمانده کل قوای ناوگان اقیانوس آرام ایالات متحده منصوب شد.
۳: سپهبد اروین رومل به عنوان رئیس «نیروهای ارتش آلمان در آفریقا» منصوب شد. این واحد بعداً به‌طور رسمی به عنوان آفریکاکور معین می‌شود.
آلمان به زور پیر لاوال را به دفتر ویشی بازگرداند.
۷: عملیات کومپس: پس از چندین روز نبرد ناامیدکننده، یک ستون پروازی از سپاه ۱۳ (بریتانیا) به نام Combe Force ارتش دهم ایتالیا را در حال عقب‌نشینی در طول نبرد بدا فوم قطع کرد. ایتالیایی‌ها قادر به از هم باز کردن نیروهای کوچک مسدود کننده نیستند و انگلیسی‌ها تسلیم تقریباً ۱۳۰۰۰۰ ایتالیایی را در داخل و جنوب بنغازی می‌پذیرند.
۸: مجلس نمایندگان ایالات متحده لایحه قانون وام و اجاره را تصویب کرد.
۹: به موسولینی اطلاع داده می‌شود که نیروهای کمکی آلمان در راه شمال آفریقا هستند.
نیروهای بریتانیایی به عقیله (لیبی)، در برقه می‌رسند.
جنگنده‌های بریتانیا جنوآ و هواپیماهای بریتانیایی به لیورنو حمله کردند.
چرچیل مجدداً از ایالات متحده درخواست کرد: «دست‌افزار به ما بدهید.»
۱۰: دوره حساس مالت: از این روز تا ماه مارس، تحت حملات شدید روزانه قرار دارد.
۱۱: عناصر سپاه آفریقا به طرابلس، تریپولیتانیا رسیدند.
نیروهای انگلیسی وارد سومالی‌لند ایتالیا شدند.
۱۴: اروین رومل وارد طرابلس شد.
کاروان دویسبورگ شروع به حرکت به سمت شرق به سمت مواضع پیشروی بریتانیا در عقیله (لیبی) کرد. انگلیسی‌ها در شمال آفریقا با انتقال برخی نیروها به یونان ضعیف شده‌اند.
۱۵: اخراج یهودیان اتریشی به گتوهای لهستان آغاز شد.
۱۹: شروع «سه شب بلیتز» سوانزی، ولز جنوبی. در طول این سه شب بمباران شدید، مرکز شهر سوانزی تقریباً به‌طور کامل از بین رفت.
۲۰: نیروهای آلمانی و بریتانیایی برای اولین بار در شمال آفریقا - در عقیله در غرب لیبی با یکدیگر روبرو شدند.
۲۱: نیروهای آلمانی از طریق بلغارستان به سمت جبهه یونان حرکت کردند.
ساعت ۲۴: حملهٔ زیردریایی‌های آلمان در اقیانوس اطلس اکنون به‌طور فزاینده‌ای موفقیت‌آمیز است.
دریاسالار فرانسوا دارلان به ریاست دولت ویشی در فرانسه منصوب شد.
۲۵: زیردریایی بریتانیاییاچ‌ام‌اس آپرایت (ان۸۹) رزمناو ایتالیایی آرماندو دیاز را در یکی از نبردهای دریایی متعدد در کمپین شمال آفریقا غرق کرد.
موگادیشو، پایتخت سومالی‌لند ایتالیا، توسط نیروهای بریتانیایی در جریان عملیات آفریقای شرقی تصرف شد.
۲۸: هواپیماهای انگلستان، اسمره در اریتره را بمباران کردند.

## مارس

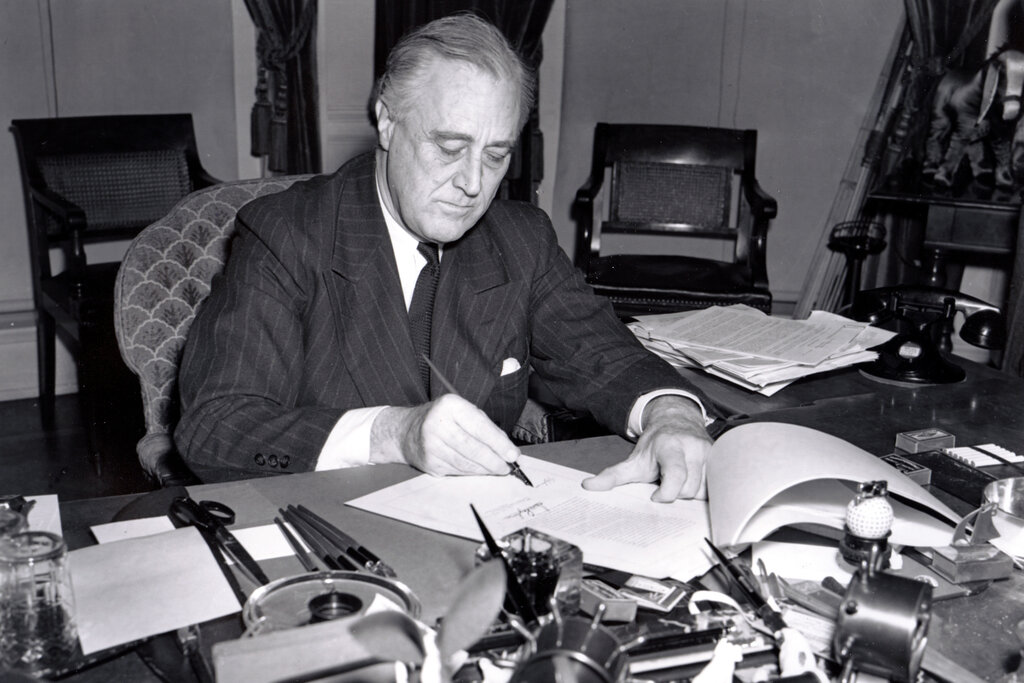
رئیس‌جمهور ایالات متحده فرانکلین دلانو روزولت لایحه قانون وام و اجاره را برای کمک به بریتانیا و چین (۱۹۴۱) امضا می‌کند.

۱: هیتلر دستور گسترش اردوگاه زندان اردوگاه آشویتس را می‌دهد که توسط فرمانده رودلف هوس اداره می‌شود.
بلغارستان رسماً پیمان سه‌جانبه را امضا کرد.
۴: کماندوهای انگلیسی به تأسیسات نفتی در نارویک در نروژ حمله کردند.
نیروی نظامی بریتانیا در لیبی کاهش یافته‌است زیرا تعدادی از مردان برای کمک به یونانیان در نبرد نوظهور آنها با نزدیک شدن سربازان آلمانی اعزام می‌شوند.
پاول، نایب‌السلطنه یوگسلاوی با پیوستن به پیمان نیروهای محور موافقت کرد.
۷: اولین سربازان بریتانیایی در یونان در پیرئاس پیاده شدند.
۸: بمباران قابل توجه دیگری در لندن، به منظور ضربه زدن به کاخ باکینگهام انجام شد.
۹: حمله بهاری ایتالیا در جبهه آلبانی آغاز شد.
۱۰: سربازان انگلیسی و ایتالیایی در یک درگیری کوتاه در اریتره با هم برخورد کردند.
پورتسموث پس از یک شب دیگر بمباران سنگین توسط لوفت‌وافه متحمل تلفات سنگینی شد.
۱۱: رئیس‌جمهور ایالات متحده فرانکلین دلانو روزولت قانون وام و اجاره را امضا می‌کند (اکنون توسط کنگره کامل تصویب شده‌است) که به بریتانیا، چین و سایر کشورهای متفقین اجازه می‌دهد تجهیزات نظامی خریداری کنند و پرداخت تا بعد از جنگ به تعویق بیفتند.
۱۲: پانزرهای (نیروی زرهی) آلمانی وارد شمال آفریقا شدند و زره‌های سنگین را برای اولین حمله بزرگ آلمان فراهم کردند.
۱۳: لوفت‌وافه با نیروی زیادی به گلاسکو و صنایع کشتیرانی در امتداد رود کلاید حمله کرد.
۱۹: بدترین بمباران لندن تا کنون در سال جاری، با خسارات سنگین ناشی از بمب‌های آتش‌زا. پلیموث و بریستول دوباره بمباران شدند.
۲۰: حمله بهار ایتالیا پس از شکست‌های سنگین و تقریباً بدون پیشرفت لغو شد.
۲۱: کابینه یوگسلاوی در اعتراض به پیمان پاول، نایب‌السلطنه یوگسلاوی با نازی‌ها استعفا داد. تظاهرات خیابانی رخ داد که بیانگر بیزاری عمیق از آلمان بود.
۲۴: اروین رومل در اولین حمله خود به عقیله، لیبی حمله کرد و دوباره آن را اشغال کرد. انگلیسی‌ها عقب‌نشینی کردند و در عرض سه هفته به مصر بازگردانده شدند.
۲۵: دهمین ناوگان ام آ اس ایتالیا، رزمناو سنگین اچ‌ام‌اس نیویورک (۹۰)، یک نفتکش بزرگ (پریکلس نروژی)، یک نفتکش دیگر و یک کشتی باری در خلیج سودا، کرت را غرق کردند.
۲۷: ولیعهد یوگسلاوی با عنوان پتر دوم یوگسلاوی شاه یوگسلاوی می‌شود و کنترل یوگسلاوی پس از کودتای ارتش که دولت طرفدار آلمان بود را در دست گرفت.
جاسوس ژاپنی یوشیکاوا تاکئو به هونولولو، هاوایی می‌رسد و شروع به مطالعه ناوگان ایالات متحده در پرل هاربر می‌کند.
هیتلر به رهبران نظامی خود دستور می‌دهد تا برای حمله به یوگسلاوی برنامه‌ریزی کنند. یکی از نتایج این تصمیم، به‌وجود آمدن تأخیر زمانی بحران‌زا در آینده و در حمله به اتحاد جماهیر شوروی شد.
نیروهای بریتانیایی که در سودان پیشروی می‌کردند، در نبرد سرنوشت‌ساز نبرد کرن در اریتره پیروز شدند.
نبرد دهانه ماتاپان: نیروی دریایی بریتانیا با ناوگان ایتالیایی در نزدیکی جنوب یونان برخورد کرد. نبرد تا ۲۹ مارس ادامه داشت.
۳۱: آفریکاکور (یکی از سپاه‌های نیروی زمینی آلمان) به حمله آلمان در شمال آفریقا ادامه داد. بریقه، شمال عقیله (لیبی)، اشغال شد.

## آوریل
۱: عقب‌نشینی بریتانیا پس از شکست در عقیله، لیبی. اروین رومل غافلگیر شد، سپس تصمیم گرفت به حملهٔ خود ادامه دهد.
در این ماه، بمباران شدید شهرهای بریتانیا ادامه داشت و خسارات همچنان سنگین بود.
در پادشاهی عراق، آلمان نازی، رشید عالی گیلانی و دیگر اعضای «میدان طلایی» یک کودتای نظامی به راه انداختند و رژیم را سرنگون کردند.
۲: اروین رومل پس از تصرف اجدابیا تصمیم می‌گیرد تمام لیبی را تصرف کند و نیروهای خود را به سمت بنغازی حرکت دهد. به نظر می‌رسد که تمام سیرنائیک (لیبی) برای تصاحب آماده است.
۳: یک دولت طرفدار نیروهای محور در عراق مستقر شد.
بریستول، انگلستان، بار دیگر مورد حمله هوایی سنگین قرار گرفت.
نیروهای بریتانیایی اسمره، پایتخت اریتره را از ارتش ایتالیا می‌گیرند.
اروین رومل بنغازی، لیبی را می‌گیرد. طبرق تا هفت ماه آینده یک تهدید باقی خواهد ماند.
۴: اروین رومل اکنون در حدود ۲۰۰ مایلی شرق عقیله است و به سمت طبرق و مصر می‌رود.
در یک کاروان اقیانوس اطلس تقریباً ۵۰ درصد از عملیات او-بوت متحمل ضرر می‌شود.
۶: نیروهای آلمان، مجارستان و ایتالیا، با حرکت از رومانی و مجارستان، تهاجم به یوگسلاوی و نبرد یونان را آغاز کردند.
ارتش ایتالیا از آدیس آبابا، اتیوپی بیرون رانده شد.
جناح شمالی نیروهای اروین رومل، درنا را در سواحل لیبی تصرف کردند. جناح جنوبی به سمت مخیلی حرکت می‌کند و در روز هشتم آن را می‌گیرد.
۷: لوفت‌وافه یک حمله دو روزه به بلگراد، یوگسلاوی را آغاز کرد. هیتلر از مقاومت یوگسلاوی خشمگین است.
۸: آلمانی‌ها سالونیک، دومین شهر بزرگ یونان را تصرف کردند.
۹: رهبر فلسطین محمد امین الحسینی در یک سخنرانی رادیویی از بغداد فتوا صادر می‌کند و از مسلمانان می‌خواهد که در جنگ مقدس جهاد علیه بریتانیای کبیر شرکت کنند.
۱۰: گرینلند توسط ایالات متحده اشغال شده‌است. با تصویب «دانمارک آزاد»، ایالات متحده پایگاه‌های دریایی و هوایی را برای مقابله با زیردریایی‌ها ایجاد خواهد کرد.
در حالی که یوگسلاوی هنوز مورد حمله قرار می‌گیرد، پادشاهی یوگسلاوی توسط آلمان و ایتالیا تقسیم می‌شود. دولت مستقل کرواسی زیر نظر آنته پاولیچ و اوستاشه تأسیس شده‌است.
آلمانی‌ها بندر طبرق، لیبی را محاصره کردند و محاصره را باز کردند. برخی از نیروهای رومل به سمت شرق حرکت کردند تا قلعه کاپوزو و سولوم را در مرز با مصر تصرف کنند.
ناوشکن یواس‌اس نیبلاک (دی‌دی-۴۲۴) به یک فروند قایق آلمانی حمله می‌کند که به تازگی یک کشتی باری هلندی را غرق کرده بود.
۱۱: اگرچه ایالات متحده هنوز یک کشور «بی‌طرف» است، اما گشت‌زنی‌های دریایی را در اقیانوس اطلس شمالی آغاز می‌کند.
حملات سنگین لوفت‌وافه به کاونتری و بیرمنگام انگلستان.
۱۲: بلگراد، یوگسلاوی، تسلیم شد.
آلمانی‌ها نیروهای مشترک‌المنافع را در نبرد ووی شکست می‌دهند.
۱۳: مالت دوباره بمباران شد. مالت همچنان خاری در چشم جنبش عرضه آلمان در دریای مدیترانه است.
ژاپن و اتحاد جماهیر شوروی پیمان بی‌طرفی ژاپن و شوروی را امضا کردند.
در عراق، گروه کوچکی از نیروهای کمکی بریتانیا از طریق هوا به پایگاه هوایی شعیبیه منتقل می‌شوند.
۱۴: رومل به طبرق حمله کرد، اما مجبور شد به عقب برگردد. حملات دیگر، همچنین شکست، در روزهای ۱۶ و ۳۰ام رخ می‌دهد.
لشکر یکم زرهی اس‌اس لایب‌اشتاندارته آدولف هیتلر لشکر پانزر گذرگاه کلیسورا را تصرف کرده و شروع به قطع خط عقب‌نشینی ارتش یونان در آلبانی می‌کند.
۱۵: ناوشکن‌های انگلیسی یک کاروان کورپس آفریقا را رهگیری کردند و هر پنج ناوشکن و سه ناوشکن ایتالیایی را غرق کردند.
۱۶: یورش سنگین لوفت‌وافه به بلفاست، ایرلند شمالی.
آلمان‌ها به تهاجم جنوب به یوگسلاوی ادامه می‌دهند. آنها ارتش یونان را در آلبانی که موفقیت قابل توجهی در برابر ایتالیایی‌ها در ژانویه به دست آورده بود، متوقف کردند.
۱۷: یوگسلاوی تسلیم شد. دولت در تبعید در لندن تشکیل می‌شود. پادشاه پیتر به یونان می‌گریزد.
۱۸: نخست‌وزیر یونان الکساندروس کوریزیس خودکشی کرد. انگلیسی‌ها قصد دارند یونان را تخلیه کنند.
در عراق، بر اساس معاهده انگلیس و عراق، نیروهای انگلیسی از هند شروع به انتقال به بصره کردند.
۱۹: لندن متحمل یکی از شدیدترین حملات هوایی در جنگ شد. سنت پل اندکی آسیب دیده‌است اما بسته‌است. سایر کلیساهای رن به‌شدت آسیب دیده یا ویران شده‌اند.
۲۱: با قطع عقب‌نشینی یونانیان توسط پیشروی آلمان، ۲۲۳۰۰۰ سرباز یونانی ارتش یونان در آلبانی تسلیم شدند.
۲۲: انگلیسی‌ها اعم از نظامی و غیرنظامی شروع به تخلیه یونان کردند.
۲۳: دولت یونان به کرت تخلیه شد، که چرچیل مصمم به دفاع از آن بود.
۲۴: نیروهای بریتانیایی و استرالیایی از یونان به کرت و مصر تخلیه شدند.
پلیموث سومین شب بمباران سنگین توسط لوفت‌وافه را متحمل می‌شود.
۲۵: رومل یک پیروزی مهم در گذرگاه حلفیا در نزدیکی مرز مصر به دست آورد.
نیروهای محور نیروهای مشترک‌المنافع را در ترموپیل شکست می‌دهند، پس از آن‌که ژنرال استرالیایی جورج واسی قاطعانه ادعا می‌کند که آن‌ها شکست نخواهند خورد.
۲۶: رومل به خط دفاعی غزاله حمله کرد و وارد مصر شد. طبرق همچنان ادامه دارد.
۲۷: آتن توسط نیروهای آلمانی اشغال و یونان تسلیم شد.
هواپیماهای جنگندهٔ هاوکر هاریکن به عنوان تقویت کننده‌های مهم برای مالت محاصره شده تحویل داده می‌شوند.
۳۰: به رومل دستور داده شد که پس از یک شکست دیگر حملات به طبرق را متوقف کند.
در عراق، پادشاهی عراق، نیروهای مسلح عراقی فلات را اشغال کردند.

## مه
۱: هفت شب بمباران لیورپول توسط لوفت‌وافه آغاز می‌شود که منجر به تخریب گسترده شد.
۲: نیروهای بریتانیایی در حبانیه حملات هوایی پیشگیرانه را علیه نیروهای عراقی که آنها را محاصره کرده‌اند آغاز کردند و جنگ عراق و انگلستان آغاز می‌شود.
۳: نیروهای بریتانیایی در اتیوپی امبا آلاگی را آغاز کردند که در آن نیروهای ایتالیایی تحت فرمان دوک آئوستا مواضع دفاعی را به دست گرفته‌اند.
۴: بلفاست، ایرلند شمالی، بمباران سنگین دیگری توسط لوفت‌وافه را تجربه می‌کند.
۵: پنج سال بعد از روزی که مجبور به فرار شد، امپراتور هایله سلاسی برای پیروزی وارد آدیس آبابا، پایتخت خود می‌شود.
۶: با نابودی بیشتر نیروی هوایی عراق و با بمباران منظم، نیروهای زمینی عراق که حبانیه را محاصره کرده بودند عقب‌نشینی کردند.
لوفت‌وافه ترتیب اعزام نیروی کوچکی به عراق را می‌دهد.
۷: بین حبانیه و فلوجه، دو ستون عراقی در فضای باز گرفتار شده و توسط تقریباً چهل هواپیمای انگلیسی مورد حمله قرار گرفتند. عراقی‌ها متحمل تلفات سنگین می‌شوند.
۸: تلفات سنگین کاروان در اقیانوس اطلس ادامه دارد. با این حال، یک فروند زیردریایی (یو-۱۱۰ (۱۹۴۰) توسط نیروی دریایی بریتانیا به غنیمت گرفته شد و یک نسخه دیگر از «ماشین انیگما» کشف و ذخیره شد. این موضوع کمک کرد تا برتری در نبرد اقیانوس اطلس را تغییر دهد.
بمباران ناتینگهام توسط لوفت‌وافه.
۹: یک معاهده صلح با میانجیگری ژاپن که در توکیو امضا شد به جنگ فرانسه و تایلند پایان داد.
۱۰: رودلف هس در اسکاتلند پس از نجات از هواپیمای خود دستگیر می‌شود. مأموریت خود-منصوب او ایجاد صلح با بریتانیا بود.
مجلس عوام بریتانیا با حمله هوایی لوفت‌وافه ویران شد. اهداف دیگر عبارت‌اند از هال، لیورپول، بلفاست، و منطقه کشتی‌سازی رود کلاید در اسکاتلند. این حمله نزدیک به پایان حمله رعدآسا (بلیتس) است، زیرا آلمان تمرکز خود را به سمت اتحاد جماهیر شوروی و شرق تغییر می‌دهد.
"اعتصاب ۱۰۰۰۰۰" در لیژ در بلژیک در سالگرد تهاجم آلمان در سال ۱۹۴۰ آغاز می‌شود. به زودی در سراسر استان گسترش می‌یابد تا این‌که نزدیک به ۷۰۰۰۰ کارگر در اعتصاب هستند.
۱۲: نیروی هوایی بریتانیا چندین شهر آلمان از جمله هامبورگ، امدن و برلین را بمباران کرد.
اتحاد جماهیر شوروی «دولت دفاع ملی» رشید عالی گیلانی در عراق را به رسمیت می‌شناسد.
۱۳: سرهنگ ارتش یوگسلاوی دراژا میهایلوویچ «ارتش یوگسلاوی در سرزمین پدری چتنیک‌ها» را احضار می‌کند که عمدتاً از صرب‌ها تشکیل شده‌است، اما شامل اسلوونیایی، بوسنیایی و کروات نیز می‌شود. دراژا میهایلوویچ از بوسنی به راونا گورا در مرکز صربستان می‌رود و یک فراخوان قیام صادر می‌کند که نوید مبارزه علیه اشغالگران و احیای پادشاهی یوگسلاوی را می‌دهد. در این مرحله، یوسیپ بروز تیتو و پارتیزان‌های یوگسلاوی با اتحاد جماهیر شوروی که هنوز با آلمان دوست است، همسو می‌شوند.
بخش اعظم «فرماندهی پرواز عراق» آلمان برای حمایت از دولت رشید علی عراق به موصل می‌رسد.
۱۴: نیروی هوایی بریتانیا مجاز به اقدام علیه هواپیماهای آلمانی در سوریه و فرودگاه‌های ویشی فرانسه است.
۱۵: اولین اردوگاه خدمات عمومی غیرنظامی برای مخالفت با خدمت سربازی در ایالات متحده باز شد.
۱۶: رومل یک ضدحمله، «برویتی» را در گذرگاه حلفیا شکست داد. دو طرف کنترل متناوب فورت کاپوزو و گذرگاه حلفیا را معامله کردند.
۱۷: نیروهای انگلیسی در منطقه حبانیه به سمت فلوجه تحت کنترل عراق پیشروی کردند و طی پنج روز نبرد، عراقی‌ها را بیرون راندند.
۱۸: دوک آئوستا، نایب‌السلطنه آفریقای شرقی ایتالیا، نیروهای خود را در امبا آلاگی در اتیوپی تسلیم کرد.
۲۰: چتربازان آلمانی در کرت فرود آمدند. نبرد کرت در کرت به مدت هفت روز ادامه داشت.
۲۱: کشتی تجاری آمریکایی اس‌اس رابین مور توسط زیردریایی آلمانی یو-۶۹ غرق شد. این حادثه ملت آمریکا را مبهوت می‌کند و رئیس‌جمهور روزولت به‌زودی «یک وضعیت اضطراری ملی نامحدود» را اعلام می‌کند.
نایب‌السلطنه ایتالیا در اتیوپی تسلیم شد. باقی‌ماندهٔ سربازان ایتالیایی به جنگ ادامه می‌دهند.
۲۲: نیروهای عراقی به‌طور ناموفق به نیروهای انگلیسی در فلوجه حمله کردند و پس زده شدند.
۲۳: دیکتاتور آلمان آدولف هیتلر «رهنمود شماره ۳۰ پیشوا» را در حمایت از «جنبش آزادی عرب در خاورمیانه»، «متحد طبیعی خود علیه انگلیس» صادر کرد.
۲۴: رزمناو جنگی بریتانیایی هود توسط یک نبردناو قدرتمند جنگی آلمانی نبردناو بیسمارک در اقیانوس اطلس شمالی غرق شد.
دولت یونان کرت را به مقصد قاهره ترک کرد.
۲۶: یک هواگرد سوردفیش برخاسته از ناو هواپیمابر اچ‌ام‌اس آرک رویال، با پرتاب اژدر نبردناو آلمانی بیسمارک را غرق کرد.
۲۷: ناو جنگی آلمانی بیسمارک توسط نیروی دریایی سلطنتی در اقیانوس اطلس شمالی پس از تاکتیک‌های فرار و سیستم فرمان آسیب‌دیده که آن را مجبور به یک سری حرکات دایره‌ای بی‌پایان کرد، غرق شد.
نیروهای انگلیسی از منطقه حبانیه پیشروی خود را به سمت بغداد آغاز کرده و در عرض چهار روز از غرب و از شمال به شهر نزدیک شدند.
۲۸: نیروهای بریتانیا و کشورهای مشترک‌المنافع شروع به تخلیهٔ کرت کردند.
از این تاریخ مشخص شد که عملیات برویتی در آفریقا شکست خورده‌است.
۲۹: اعضای مأموریت نظامی آلمان از عراق فرار کردند.
۳۰: رهبر عراقی طرفدار نیروهای محور، رشید عالی گیلانی و حامیانش، از جمله محمد امین الحسینی، با نزدیک شدن نیروهای بریتانیایی به بغداد، از عراق فرار کردند.
۳۱: بمباران سنگین لوفت‌وافه در پایتخت بی‌طرف ایرلند دوبلین; تلفات غیرنظامی متعدد
شهردار بغداد شهر را به نیروهای انگلیسی تسلیم می‌کند و به جنگ عراق و انگلستان پایان می‌دهد.

## ژوئن
۱: عقب‌نشینی نیروهای مشترک‌المنافع از جزیره کرت در مدیترانه تکمیل شد.
سهمیه‌بندی لباس‌ها در بریتانیا آغاز شد.
۲: هوانوردان توسکگی با تشکیل اسکادران جنگنده ۹۹ آغاز می‌شود.
۴: قیصر ویلهلم دوم، امپراتور سابق آلمان، در تبعید در هلند درگذشت.
۶: جنگنده‌های بریتانیایی بیشتری در جزیره مالت در مدیترانه مستقر شدند. حملات لوفت‌وافه به این جزیره ادامه یافت.
۸: سوریه و لبنان که تا این زمان تحت سلطه فرانسه ویشی بودند، توسط نیروهای استرالیایی، بریتانیایی، هندی و وفاداران به دولت در تبعید فرانسه مورد تهاجم قرار گرفتند.
۹: فنلاند بسیج عمومی در برابر تهاجم احتمالی شوروی را آغاز کرد.
بریتانیایی‌ها و استرالیایی‌ها از رودخانه لیتانی عبور کردند و نیروهای فرانسوی ویشی را شکست دادند.
۱۰: عصب، آخرین بندر ایتالیایی در شرق آفریقا، به تصرف متفقین درآمد.
۱۳: استرالیایی‌ها به سمت بیروت پیشروی کردند و در نبرد جزین پیروز شدند.
شوروی شروع به تبعید ده‌ها هزار لیتوانیایی به سیبری کرد.
۱۴: تمام دارایی‌های آلمان و ایتالیا در ایالات متحده مسدود شد.
۱۰۱۰۰ نفر از استونی، ۱۵۰۰۰ نفر از لتونی و ۳۴۰۰۰ از لیتوانی توسط اتحاد جماهیر شوروی به سیبری تبعید شدند.
۱۵: تلاش نیروهای بریتانیایی در عملیات بتل‌آکس جهت شکستن محاصره طبرق ناموفق بود. بریتانیایی‌ها در گذرگاه حلفیا به شدت شکست خوردند.
۱۶: تمامی کنسولگری‌های آلمان و ایتالیا در ایالات متحده تعطیل و کارکنان آنها تا ۱۰ ژوئیه کشور را ترک کردند.

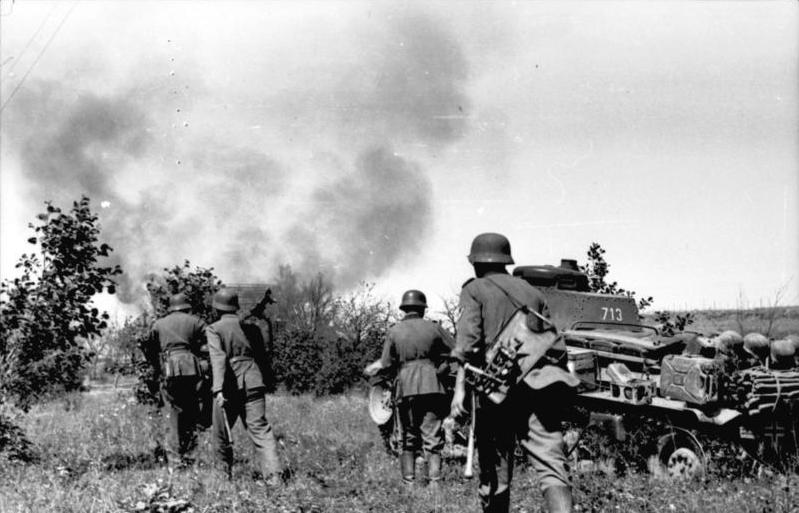
عملیات بارباروسا در ۲۲ ژوئن ۱۹۴۱ آغاز شد که نشان دهنده ورود اتحاد جماهیر شوروی به جنگ بود.

۲۲: آلمان با آغاز عملیات بارباروسا به اتحاد جماهیر شوروی حمله کرد. یک عملیات سه جانبه با هدف لنینگراد، مسکو، و میدان‌های نفتی جنوبی قفقاز، پایان دادن به پیمان مولوتوف–ریبنتروپ. رومانی به مناطق مرزی جنوب غربی اتحاد جماهیر شوروی در اروپا در سمت آلمان حمله کرد.
ژنرال انگلیسی در لیبی / مصر آرچیبالد ویول با ژنرال کلود آوچینلک جایگزین شد.
قیام ژوئن علیه اتحاد جماهیر شوروی در لیتوانی
۲۴: نیروهای آلمانی وارد ویلنیوس (پایتخت کشور لیتوانی) شدند. ده‌ها یهودی توسط شبه‌نظامیان لیتوانیایی کشته شدند.
۲۵: شوروی هلسینکی را بمباران کرد. فنلاند وضعیت جنگی بین فنلاند و شوروی اعلام کرد.
۲۶: مجارستان و اسلواکی به شوروی اعلان جنگ کردند.
۲۸: آلبانی به شوروی اعلان جنگ داد.
محاصره سه ارتش میدانی شوروی در نزدیکی مینسک و بیاویستوک.
۲۹: سربازان فنلاندی و آلمانی عملیات سیلبرفوکس را در شمال دور علیه شوروی آغاز کردند.
قوانین نورنبرگ به ویژه بر یهودیان لیتوانی و ویلنیوس تحمیل شد.

## ژوئیه

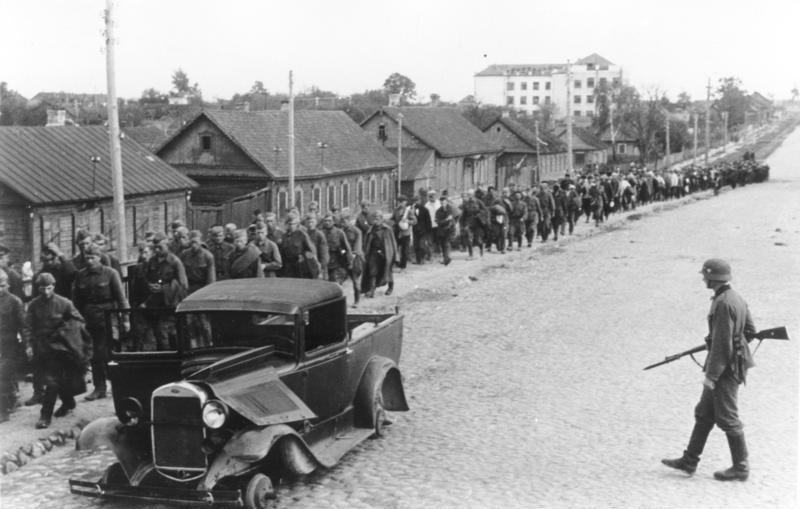
ستون اسرای ارتش سرخ در مینسک

۱: ژنرال آرچیبالد ویول به عنوان فرمانده نیروهای بریتانیایی در شمال آفریقا جایگزین ژنرال کلود آوچینلک شد.
نیروهای بریتانیایی در نبرد پالمیرا در سوریه قوای فرانسه ویشی را شکست دادند.
همه مردان آمریکایی بالای ۲۱ سال باید برای خدمت سربازی ثبت‌نام کنند.
نیروهای آلمانی پایتخت ریگا، پایتخت لتونی را با مقاومت حداقلی به تسخیر خود درآوردند.
۲: کشتار پوناری با تیرباران اسرای جنگی شوروی و تبعید صدها یهودی از ویلنیوس پایتخت لیتوانی آغاز شد. تبعیدهای دسته‌جمعی و تیرباران یهودیان تا سال ۱۹۴۳ ادامه یافت.
نیروهای مجارستانی استانیسلاووف در غرب اوکراین را تصرف کردند.
۳: استالین «سیاست زمین سوخته» را اعلام می‌کند.
پیترو گازرا، ژنرال ایتالیایی بقایای نیروهای خود را در منطقه جیما تسلیم متفقین کرد.
۴: قتل دسته‌جمعی دانشمندان و نویسندگان لهستانی توسط سربازان آلمانی در شهر لویو (در غرب اوکراین)
در گتو ویلنا اولین یودنرات (شورای یهودی) تأسیس شد.
سرویس اطلاعاتی ایالات متحده از طریق رهگیری‌های رمزنگاری خود نقشه امپراتوری ژاپن برای حمله به جنوب شرق آسیا را کشف کرد.
۵: دولت بریتانیا امکان مذاکره صلح با آلمان را رد کرد.
هواگردهای اژدرافکن بریتانیایی یک ناوشکن ایتالیایی را در طبرق غرق کردند. روز ۲۰ ژوئیه، دو مورد دیگر غرق شدند.
نیروهای آلمانی به رود دنیپر رسیدند.
جنگ اکوادور و پرو در آمریکای جنوبی آغاز می‌شود.
۷: سربازان بریتانیایی و کانادایی سلطه بر ایسلند را به آمریکایی‌ها سپردند.
۸: یوگسلاوی توسط قدرت‌های محور به اجزای تشکیل‌دهنده این کشور تجزیه شد. کرواسی از جمله این کشورها بود.
بریتانیا و شوروی یک توافقنامه دفاعی متقابل امضا کردند و متعهد شدند که هیچ‌گونه پیمان صلح جداگانه‌ای با آلمان امضا نکنند.
۹: ویتبسک در بلاروس توسط ورماخت تسخیر شد.
آغاز نبرد اسمولنسک - یک مرکز ارتباطی مهم که توسط آلمان به عنوان دروازه ورود به مسکو در نظر گرفته شد.
۱۰: نیروهای آلمانی وارد لتونی شدند.
تصرف مینسک توسط نیروهای هاینتس گودریان در گروه زرهی ۲ ورماخت
یگان‌های سپاه اعزامی ایتالیا در روسیه وارد خاک شوروی شدند. یک لژیون از دولت مستقل کرواسی بخشی از سپاه ایتالیا بود.
۱۲: نیروهای فرانسه ویشی در سوریه تسلیم نیروهای مشترک‌المنافع شدند.
پیمان کمک بین بریتانیا و اتحاد جماهیر شوروی امضا شد.
۱۳: مونته‌نگرو اندکی پس از شروع قیام سلطنت‌طلب‌ها در صربستان علیه نیروهای محور، قیام خود را آغاز کردند.
۱۵: نبرد سولتسی - ارتش سرخ ضدحمله‌ای را علیه ورماخت در نزدیکی لنینگراد آغاز کرد.
پایگاه هوایی ارجنتیا در نیوفاندلند راه‌اندازی شد.
۱۶: تانک‌های هاینتس گودریان به اسمولنسک رسیدند و تهدید علیه مسکو را تشدید کردند.
۲۰: هاینریش هیملر از اسرای جنگی شوروی در نزدیکی مینسک و لوبلین بازدید کرد و تصمیم گرفت اردوگاه کار اجباری را در نزدیکی لوبلین در لهستان بسازد که با عنوان اردوگاه کار اجباری مایدانک شناخته می‌شود.
۲۱: لوفت‌وافه برای نخستین بار مسکو را بمباران کرد. چند بمب به کاخ کرملین اصابت نمود.
۲۶: در واکنش به تهاجم امپراتوری ژاپن به هندوچین فرانسه، فرانکلین دلانو روزولت، رئیس‌جمهور ایالات متحده دستور به توقیف تمام دارایی‌های ژاپن در ایالات متحده را داد.
آلمانی‌ها یک یودنرات را در استانیسلاووف ایجاد کردند. ریاست آن را اسرائیل سیبالد بر عهده داشت.
۲۸: نیروهای ژاپنی جنوب هندوچین فرانسه را تصرف کردند. ژاپنی‌ها به دولت استعماری ویشی فرانسه اجازه دادند به اداره ویتنام ادامه دهد. فرانسه ویشی نیز با سلطه ژاپنی‌ها بر پایگاه‌های هندوچین موافقت کردند.
ارزش ین ژاپن به شدت کاهش یافت و ارزش اوراق بهادار دلاری ژاپن به ۲۰ تا ۳۰ درصد ارزش اسمی خود در وال استریت رسید.
۳۱: به خواست آدولف هیتلر، هرمان گورینگ، به راینهارت هایدریش (رئیس اداره اصلی امنیت رایش) دستور داد در اسرع وقت یک طرح کلی از اقدامات اداری و مالی لازم برای حل مسئله یهود ارائه کند.
پایان جنگ اکوادور و پرو

## اوت
۱: ایالات متحده تحریم نفتی علیه «متجاوزان» را اعلام کرد.
ژاپنی‌ها سایگون در ویتنام را تصرف کردند.
آلمان گالیسیا را منطقه پنجم دولت عمومی اعلام کرد.
۲: تمام رادیوهای غیرنظامی در نروژ به سلطه آلمانی‌ها درآمد.
هانس کروگر، فرمانده اس‌اس دستور انتقال صدها روشنفکر یهودی و لهستانی به استانیسلاووف را صادر کرد که متعاقباً به قتل رسیدند.
۵: ورماخت نیروهای ارتش سرخ را در اسمولنسک محاصره کرد و ۳۰۰۰۰۰ نفر را به اسارت گرفت.

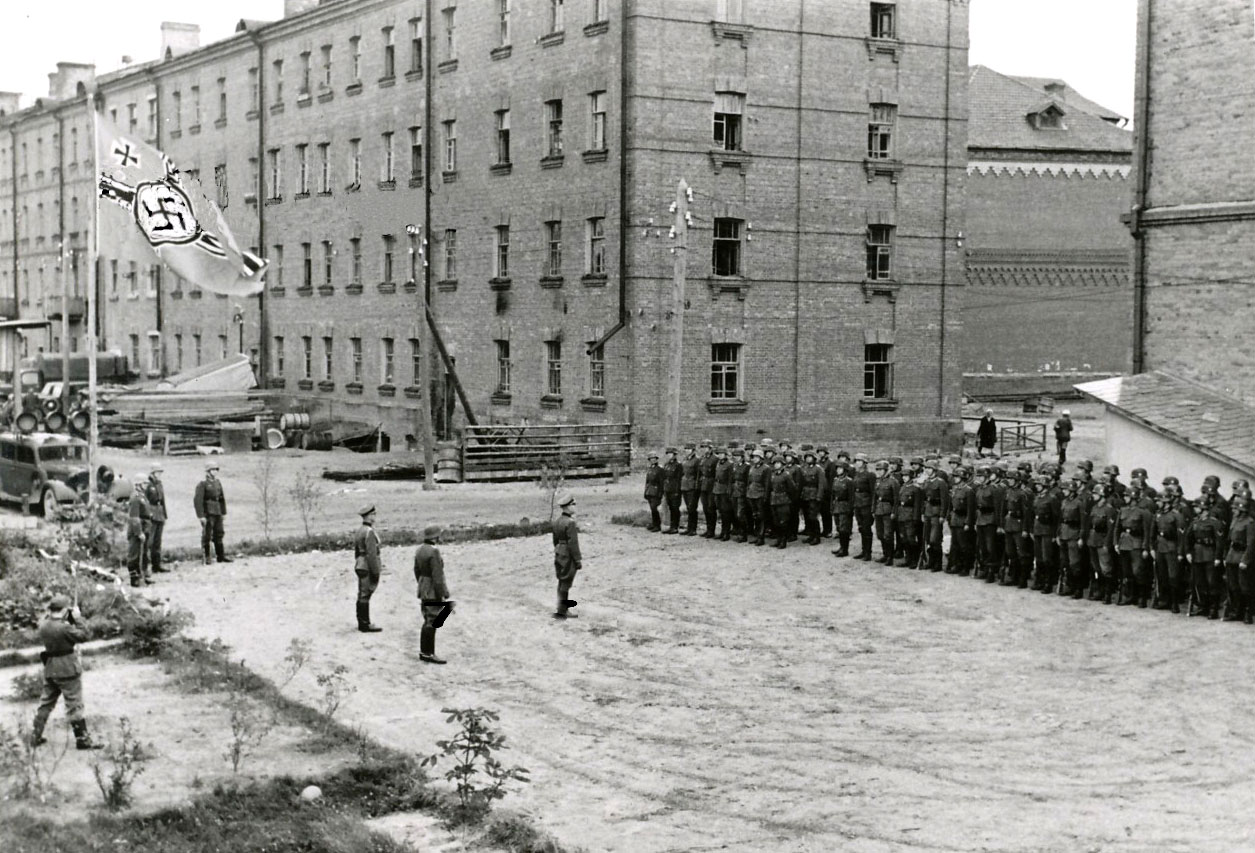
نیروهای آلمانی در اسمولنسک

۶: آلمانی‌ها اسمولنسک را تصرف نمودند.
دولت‌های ایالات متحده و بریتانیا به ژاپن هشدار دادند که به تایلند حمله نکند.
۷: آلمانی‌ها به خلیج فنلاند رسیدند، نیروهای شوروی در استونی را به دو نیم کردند و تالین را به محاصره درآوردند.
۹: روزولت و چرچیل در پایگاه هوایی ارجنتیا در نیوفاندلند و لابرادور در کانادا ملاقات کردند. منشور آتلانتیک توافق، امضا و برای مطبوعات جهانی منتشر شد.
چونگ‌کینگ، پایتخت اسمی جمهوری چین چندین روز بمباران شد.
۱۲: ورماخت بخشی از نیروهای خود را از محور مسکو به لنینگراد و کریمه منتقل کرد.
۱۸: هیتلر در مقابل اعتراضات، دستور به توقف موقت اتانازی داد.
۲۰: لشکر دویست و پنجاهم پیاده‌نظام ورماخت با نام مستعار «لشکر آبی» و متشکل از داوطلبان اسپانیایی تشکیل شد و شروع به حرکت به سمت لهستان کرد.
۲۲: نیروهای آلمانی به لنینگراد نزدیک شدند. هزاران غیرنظامی توسط شوروی در ایجاد استحکامات دفاعی به کار برده شدند.
۲۵: نیروهای بریتانیا و شوروی ایران را اشغال کردند. این اشغال برای دستیابی به میدان‌های نفتی آبادان و شبکه راه‌آهن و مسیرهای انتقال کمک به شوروی صورت گرفت.
۲۷: زیردریایی آلمانی او-۵۷۰ که مجبور به خروج از ایسلند شده بود توسط نیروی دریایی سلطنتی بریتانیا توقیف شد و بعداً با عنوان اچ‌ام‌اس گراف در خدمت بریتانیا قرار گرفت.
۲۸: نیروهای آلمانی با کمک داوطلبان استونیایی تالین (پایتخت استونی) را تصرف کردند. تخلیه دریایی این شهر توسط ارتش سرخ منجر به تلفات سنگین با بیش از ۱۲۰۰۰ کشته و غرق شدن ده‌ها کشتی در اثر برخورد به میدان‌های مین فنلاند و آلمان در خلیج فنلاند شد. نیروهای باقی‌مانده شوروی در استونی به جزایر دریای بالتیک عقب‌نشینی کردند.
۳۱: ورماخت اقدام برای محاصره لنینگراد را آغاز کرد.
رویدادی موسوم به «تحریک بزرگ در گتو ویلنا» در ویلنیوس در کشور لیتوانی - نیروهای آلمانی به سربازان خود توسط یهودیان لیتوانی حمله کردند، که منجر به دستگیری «تلافی‌جویانه» دسته‌جمعی ساکنان محله قدیمی یهودیان شد تا در ایستگاه راه‌آهن پوناری به قتل برسند کشتار پوناری، سه روز بعد.

## سپتامبر
۱: با کمک ارتش فنلاند در شمال، لنینگراد اکنون به‌طور کامل محاصره شده‌است.
یک دولت نجات ملی طرفدار آلمان در قلمرو فرمانده نظامی در صربستان به رهبری میلان ندیک تشکیل شد.
همه یهودیان تحت حاکمیت آلمان باید نشان زرد داوود را به همراه داشته باشند که به وضوح روی آن نوشته شده باشد «یهودی»، زندگی با غیریهودیان یا ازدواج آنها ممنوع است، و ترک شهرهای خود بدون رضایت کتبی ممنوع است. مطابق با قوانین نورنبرگ ۱۹۳۵. این فرمان که توسط هاینریش هیملر (فرمانده نیروهای اس‌اس) امضا شد، در ۱۹ سپتامبر لازم الاجرا خواهد بود.
۳: قتل تمام ۳۷۰۰ ساکن محله قدیمی یهودیان در ویلنیوس (پایتخت لیتوانی) در محل کشتار پوناری همراه با ۱۰ عضو یودنرات آغاز می‌شود. اولین شهادت کتبی از وقایع در کشتار پوناری توسط یک بازمانده.
۴: یواس‌اس گریر (دی‌دی-۱۴۵) اولین کشتی جنگی ایالات متحده است که توسط یک او-بوت آلمانی در جنگ مورد شلیک قرار گرفت، در صورتی که ایالات متحده یک قدرت بی‌طرف است. در نتیجه تنش بین دو کشور افزایش یافته‌است. ایالات متحده اکنون به وظایف کاروان بین نیمکره غربی و اروپا متعهد است.
۶: به سمت ۶۰۰۰ یهودی پوناری تیراندازی کردند، یک روز پس از صدور دستور تشکیل گتو ویلنا.
کنفرانس امپراتوری ژاپن تصمیم گرفت که اگر تحریم نفتی لغو نشود ژاپن وارد جنگ با آمریکا خواهد شد.
۷: برلین به شدت مورد حمله بمب‌افکن‌های نیروی هوایی انگلستان قرار گرفت.
۸: آغاز محاصره لنینگراد – تاریخ معقولی برای شروع اندازه‌گیری «۹۰۰ روز». نیروهای آلمانی محاصره ای را علیه دومین شهر بزرگ اتحاد جماهیر شوروی، لنینگراد/سن پترزبورگ آغاز کردند. استالین دستور می‌دهد آلمانی‌های ولگا به سیبری اخراج شوند.
۱۰: ارتش آلمان اکنون کیف را کاملاً در طی نبرد کیف (۱۹۴۱) محاصره کرده‌است.
۱۱: فرانکلین دلانو روزولت به نیروی دریایی ایالات متحده نیروی دریایی ایالات متحده آمریکا دستور می‌دهد که در صورت تهدید کشتی یا کاروانی در معرض دید قرار بگیرد.
۱۵: «دولت خودگردان» استونی به ریاست یالمار مائه توسط اداره نظامی آلمان منصوب شد.
«ام-اکشن» (غارت اموال) در گتو ویلنا. از ۳۵۰۰ یهودی که بین بخش‌های یهودی‌نشین «حرکت» کرده‌اند، تنها ۵۵۰ نفر وارد می‌شوند. ۲۹۵۰ یهودی باقی مانده در محل کشتار پوناری تیرباران شدند.
۱۶: رضاشاه، شاه ایران دودمان پهلوی تحت فشار بریتانیا و اتحاد جماهیر شوروی مجبور به استعفا به نفع پسرش محمدرضا پهلوی می‌شود.

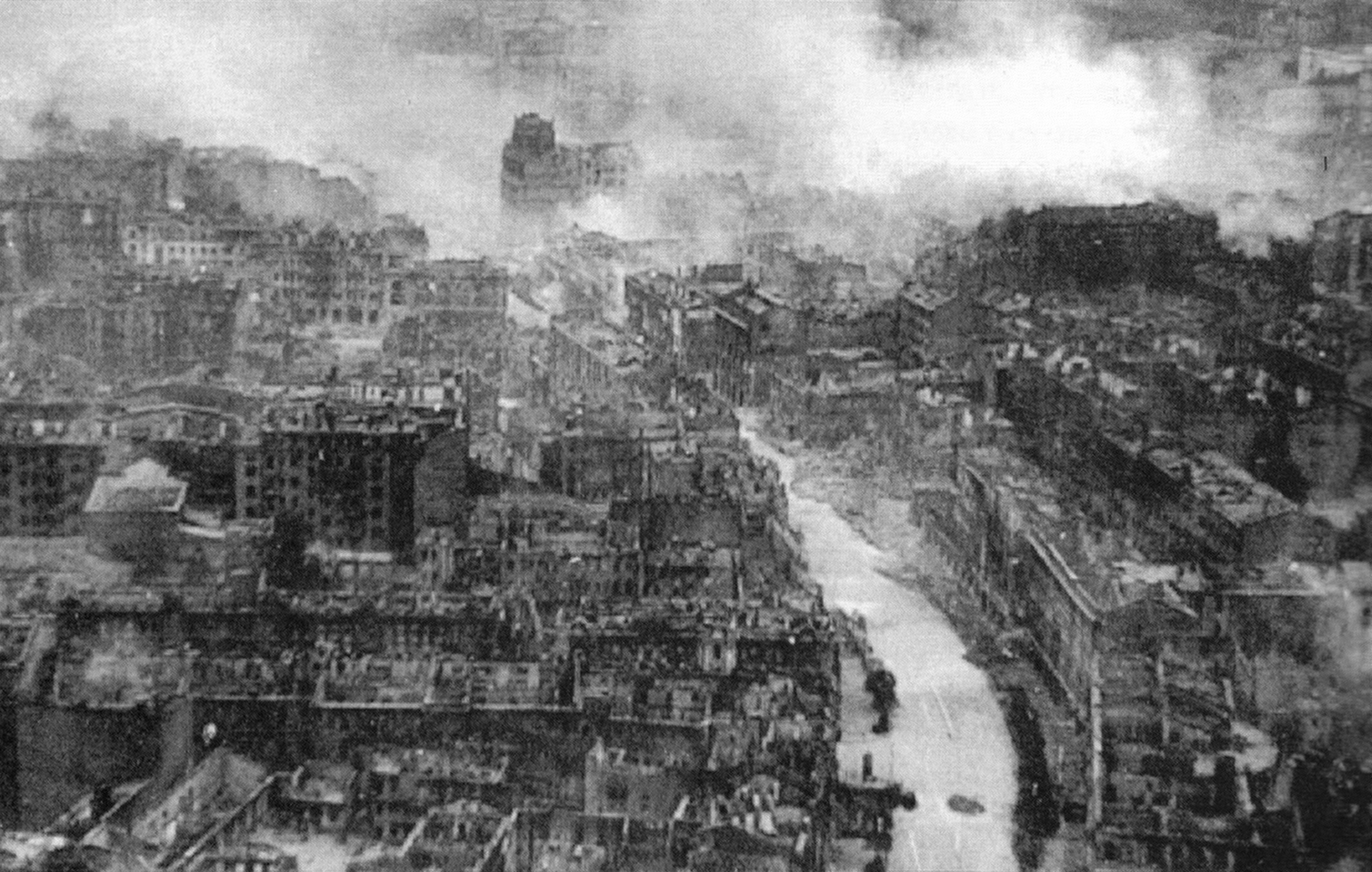
کیف ویران شده در جریان بمباران جنگ جهانی دوم

۱۹: تصرف کیف توسط آلمان اکنون رسمی است. نیروهای ارتش سرخ در دفاع از این شهر اصلی در اوکراین شوروی تلفات زیادی متحمل شده‌اند.
.
۲۶: فرماندهی نیروی دریایی ایالات متحده دستور یک جنگ همه‌جانبه با کشتیرانی محور در آب‌های آمریکا را صادر کرد.
۲۷: اولین کشتی لیبرتی، اس‌اس پاتریک هنری راه‌اندازی شد. کشتی‌های لیبرتی بخش عمده ای از سیستم تأمین متفقین خواهند بود.
۲۷: جبهه آزادیبخش ملی (یونان) در یونان تأسیس شد.
۲۸: سربازان اس اس آلمان بیش از ۳۰۰۰۰ یهودی را در بابی یار در حومه کیف، اوکراین شوروی، در پاسخ به تلاش‌های خرابکارانه‌ای که آلمان‌ها به یهودیان محلی نسبت دادند، کشتند.
۲۸–۲۹: شورش دراما علیه اشغال بلغارها در شمال یونان آغاز می‌شود. این شورش به سرعت سرکوب شد و حدود ۳۰۰۰ نفر به عنوان انتقام‌جویانه اعدام شدند.

## اکتبر
۱: اردوگاه کار اجباری مایدانک در لوبلین لهستان (بعداً اردوگاه مرگ) گشایش یافت.
در گتو ویلنا یوم‌کیپور (عملیات انهدام آلمان) شروع می‌شود. در چهار رویداد جداگانه، ۳۹۰۰ یهودی ربوده شده، به آنها تیراندازی می‌شود و در محل کشتار پوناری کشته می‌شوند و در دو روز آینده ۲۰۰۰ یهودی دیگر ربوده و کشته می‌شوند.

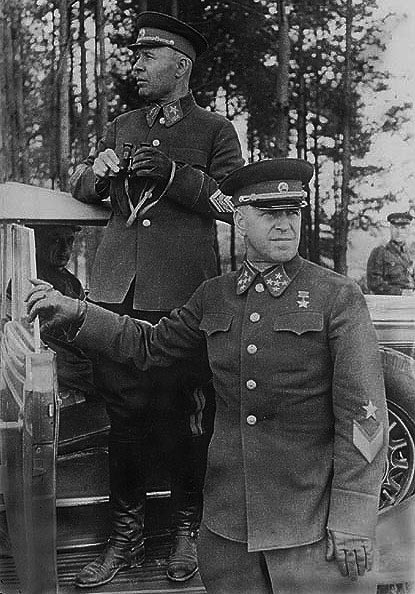
رهبر دفاع از پایتخت روسیه ژنرال گئورگی ژوکوف

۲: عملیات تایفون/ نبرد مسکو - نیروهای مرکزی آلمان یک حمله همه‌جانبه را علیه مسکو آغاز کردند. رهبر دفاع از پایتخت ژنرال گئورگی ژوکوف است که قبلاً قهرمان اتحاد جماهیر شوروی به دلیل فرماندهی در درگیری با ژاپنی‌ها در خاور دور روسیه و در لنینگراد بود.
۳: مهاتما گاندی از پیروان خود می‌خواهد که یک مقاومت انفعالی را علیه حکومت بریتانیا در هند آغاز کنند.
۵: نیروهای آلمانی جزیره سارما در استونی را از شوروی تصرف کردند.

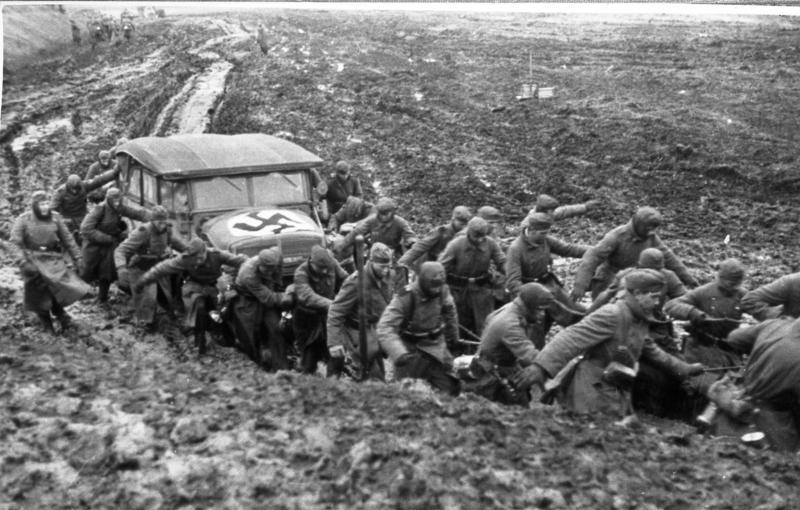
سربازان ورماخت در حال کشیدن یک خودرو از میان گل

۷: آغاز نخستین بارش برف در روسیه. این برف به سرعت ذوب شد و جاده‌ها و سطح زمین را به باتلاق‌های گل‌آلود تبدیل کرد، پدیده‌ای که در روسیه به عنوان راسپوتیتسا شناخته می‌شود.
بمباران شبانه سنگین نیروی هواپیمایی انگلستان بر روی برلین، روهر و کلن، با تلفات سنگین.
۸: آلمان در حمله خود به جنوب شوروی با تصرف ماریوپول به دریای آزوف می‌رسد. با این حال، نشانه‌هایی وجود دارد که نشان می‌دهد انجام تهاجم شروع به فروکش کرده‌است زیرا راسپوتیتسا (هوای بارانی) جاده‌های گل‌آلود را هم برای تانک‌ها و هم برای مردان ایجاد به وجود آورد.
۹: بارش مداوم و سنگین باران پاییزه (راسپوتیتسا) در روسیه، گل‌ولای حاصل از این بارندگی موجب فرورفتن و گیر کردن خودروها و ادوات اسب‌کشنده آلمانی شد.
۱۰: ارتش آلمان حدود ۶۶۰۰۰۰ سرباز ارتش سرخ را در نزدیکی ویازما (شرق اسمولنسک) محاصره کرد. برخی پیش‌بینی درخشانی از پایان جنگ دارند.
۱۲: اچ‌ام‌اس آرک رویال (ناو هواپیمابر بریتانیایی) یک اسکادران از هواپیماهای جنگنده را به مالت تحویل می‌دهد.
کشتار یکشنبه خونین در گتو استانیسلاووف، ۸٬۰۰۰–۱۲٬۰۰۰ یهودی توسط پلیس کمکی اوکراین همراه با مردان یونیفرم‌پوش آلمانی اس‌اس جمع‌آوری شده و به آنها شلیک شد. دکتر تننباوم از یودنرات قهرمانانه پیشنهاد معافیت را رد کرد و همراه با دیگران تیرباران شد.
نیروهای آلمانی جزیره هیوما، آخرین پاسگاه بزرگ شوروی در استونی را تصرف کردند.
۱۳: با سخت شدن زمین گل‌آلود، آلمانی‌ها دوباره به سمت مسکو حرکت کردند.
۱۴: کاهش بیشتر دما در جبهه مسکو. برف سنگین به دنبال آن تانک‌های آلمانی را بی‌حرکت می‌کند.
۱۵: آلمانی‌ها به طرف مسکو پیشروی کردند.
۱۶: دولت اتحاد جماهیر شوروی شروع به حرکت به سمت شرق و شهر سامارا (روسیه)، شهری در ولگا می‌کند، اما ژوزف استالین در مسکو باقی می‌ماند. شهروندان مسکو دیوانه‌وار تله‌های تانک و دیگر استحکامات را برای محاصره آینده می‌سازند.
در گتو ویلنا ۳۰۰۰ یهودی کشته شدند.
۱۷: ناوشکن یواس‌اس کارنی (دی‌دی-۴۳۲) توسط زیردریایی یو-۵۶۸ در نزدیکی ایسلند مورد اصابت اژدر قرار گرفت و آسیب دید و یازده ملوان را کشت. آنها اولین تلفات نظامی آمریکا در جنگ هستند.
دولت نخست‌وزیر ژاپن، شاهزاده کونوئه فومیمارو سقوط می‌کند و امید کمی برای صلح در اقیانوس آرام باقی می‌گذارد.
۱۸: نیروهای کمکی ارتش سرخ از سیبری به مسکو رسید. استالین مطمئن است که ژاپنی‌ها از شرق به اتحاد جماهیر شوروی حمله نخواهند کرد.
ژنرال توجو هیدکی چهلمین نخست‌وزیر ژاپن می‌شود.
۱۹: «وضعیت محاصره» رسمی در مسکو اعلام شد. شهر تحت حکومت نظامی قرار گرفت.
۱۹: در پی اشغال لوکزامبورگ توسط آلمان در طول جنگ جهانی دوم تحت اشغال آلمان "عاری از یهود" ("پاکسازی از یهودیان") اعلام شد.
۲۰: سرهنگ دوم کارل هوتز، فرمانده آلمانی در نانت در طی فرمانداری نظامی آلمان در فرانسه اشغالی در جریان جنگ جهانی دوم، توسط نهضت مقاومت کشته شد. ۵۰ گروگان برای تلافی تیرباران شدند. این حادثه به الگویی برای سیاست‌های اشغالگری آینده تبدیل شد.
۲۱: نیروهای نیوزلند در مصر فرود آمدند و قلعه کاپوزو را تصرف کردند.
به نظر می‌رسد که مذاکرات واشینگتن بین ایالات متحده و ژاپن به سمت شکست پیش می‌رود.
۲۲: کشتار ۱۹۴۱ اودسا در شهر اودسای اوکراین آغاز شد و به مدت دو روز ادامه دارد. ۲۵۰۰۰ تا ۳۴۰۰۰ یهودی در یک صف طولانی هدایت می‌شوند و در یک خندق ضدتانک به ضرب گلوله کشته می‌شوند یا پس از ازدحام در چهار ساختمان زنده‌زنده سوزانده می‌شوند.
کشتار پس از آن آغاز شد که در آن روز، بمبی که شوروی کار گذاشته بود، ۶۷ نفر از جمله فرمانده رومانیایی ژنرال گلگوژیانو را در مقر فرماندهی رومانی کشت.
۳۵۰۰۰ یهودی از محلهٔ یهودی‌نشین اسلوبودکا رانده شدند و به مدت ۱۰ روز در شرایط یخبندان رها شدند. بسیاری در سرما از بین رفتند.
۲۴: در اوکراین، مرکز مهم معدنی و صنعتی خارکف پس از نبرد نخست خارکوف به دست نیروهای گروه ارتش جنوب می‌افتد.
در گتو ویلنا. ۵۵۰۰ یهودی از جمله ۱۴۰ پیر یا فلج کشته شدند.
۲۷: نیروهای گروه ارتش جنوب به سواستوپول در کریمه می‌رسند، اما تانک‌های نیروهای «شمال» به‌طور کامل توسط گل متوقف می‌شوند.
۲۸: اولین هولوکاست در بولخیف - ۱۰۰۰ نفر از یهودیان پیشرو در فهرست جمع‌آوری شدند، شکنجه شدند و در روز بعد ۸۰۰ نفر از یهودیان بازمانده به ضرب گلوله کشته یا زنده در جنگلی در نزدیکی دفن شدند. جنایات و شهادت‌های دوباره کشف شده در سال ۱۹۹۶ منجر به تحقیق پاتریک دسبوا در مورد روش آلمانی نابودی «یک گلوله، یک یهودی» در سال‌های ۱۹۴۱ و ۱۹۴۲ شد.
۲۹: گتو ویلنا دوم منحل شد. ۲۵۰۰ یهودی کشته شدند.
۳۰: فرانکلین دلانو روزولت کمک ۱ میلیارد دلاری به اتحاد جماهیر شوروی را به عنوان قانون وام و اجاره تأیید کرد.
۳۱: ناوشکن یواس‌اس ریوبن جیمز (دی‌دی-۲۴۵) توسط اریش توپ از زیردریایی یو-۵۵۲ نزدیک ایسلند مورد برخورد اژدر قرار گرفت و بیش از ۱۰۰ نیروی دریایی ایالات متحده کشته شدند. این اولین از دست دادن یک «کشتی جنگی بی‌طرف» آمریکایی است.

## نوامبر
۲: درگیری سیاسی در یوگسلاوی زیرا چپ‌ها تحت رهبری یوسیپ بروز تیتو در رقابت با صرب‌های محافظه‌کارتر تحت رهبری دراژا میهایلوویچ هستند.
۳: آلمانی‌ها کورسک را می‌گیرند.
در گتو ویلنا. ۱۲۰۰ یهودی کشته شدند.
۴: امپراتور ژاپن هیروهیتو حمله به پرل هاربر را تأیید می‌کند.
۶: رهبر اتحاد جماهیر شوروی، ژوزف استالین تنها برای دومین بار در طول سه دهه حکومت خود را اتحاد جماهیر شوروی خطاب می‌کند (اولین بار در اوایل همان سال در ۲ ژوئیه بود). او بیان می‌کند که حتی با وجود کشته شدن ۳۵۰۰۰۰ سرباز در حملات آلمان تاکنون، آلمان‌ها ۴٫۵ میلیون سرباز را از دست داده‌اند (اغراق فاحش) و پیروزی شوروی نزدیک است.
۷: بمباران شبانه سنگین نیروی هوایی انگلستان به برلین، روهر و کلن، با تلفات سنگین.
در یک رویداد نمادین مهم، نیروهای شوروی رژه انقلاب اکتبر ۱۹۴۱ را در میدان سرخ (مسکو) برای بزرگداشت سالگرد انقلاب اکتبر طبق سنت سالانه برگزار کردند. سربازان شرکت کننده در رژه مستقیم به سمت خط مقدم حرکت کردند.
۹: فورس کی (بریتانیا)، چند کشتی از جمله رزمناوهای سبک اچ‌ام‌اس پنلوپه (۹۷) و اچ‌ام‌اس اورورا (۱۲) و ناوشکن‌ها ناوشکن، اچ‌ام‌اس لنس (جی۸۷)، ۷ کشتی تجاری، یک نفتکش و ۱ ناوشکن ناوشکن را در جریان نبرد کاروان دویسبورگ غرق کرد.
۱۲: نبرد مسکو - دمای اطراف مسکو به منفی ۱۲ درجه سانتیگراد کاهش می‌یابد و اتحاد جماهیر شوروی برای اولین بار نیروهای اسکی را علیه نیروهای آلمانی در نزدیکی شهر به راه انداخت.
۱۳: با یخ زدن دوباره زمین گل‌آلود، آلمان‌ها حمله جدیدی را علیه مسکو آغاز کردند.
ناو هواپیمابر اچ‌ام‌اس آرک رویال توسط زیردریایی آلمانی زیردریایی یو-۸۱ (۱۹۴۱) اژدر شد و روز بعد غرق شد.
۱۵: آلمانی‌ها به طرف مسکو پیشروی کردند.
۱۷ جوزف گرو، سفیر ایالات متحده در ژاپن، به وزارت امور خارجه ایالات متحده آمریکا اعلام کرد که ژاپن برنامه‌هایی برای حمله به پرل هاربر، هاوایی (پیغام او نادیده گرفته شد) دارد.
ارنست اودت، رئیس تولید و توسعه لوفت‌وافه، به دلیل ناتوانی درک خود در انجام صحیح مأموریت خود، خودکشی می‌کند.
۱۸: عملیات کروسیدر: مشترک المنافع بریتانیا و سایر نیروهای متفقین به لیبی عبور کردند و حداقل به‌طور موقت محاصره طبرق را رفع کردند.
۱۹: رزمناو سبک استرالیایی اچ‌ام‌ای‌اس سیدنی (دی۴۸) و رزمناو کمکی آلمانی Kormoran یکدیگر را در سواحل استرالیای غربی غرق کردند. همه ۶۴۸ خدمه در اچ‌ام‌ای‌اس سیدنی گم شدند.
۲۱: نبرد روستوف – روستوف-نا-دونو، مرکز مهم جبهه جنوبی، توسط آلمانی‌ها گرفته شد.
۲۲: بریتانیا به فنلاند اولتیماتوم می‌دهد که به جنگ با اتحاد جماهیر شوروی پایان دهد یا با متفقین روبرو شود.
رومل ضدحمله‌ای را آغاز می‌کند و سیدی رزق را در طی عملیات کروسیدر (جنوب طبرق) را که متفقین چند روز قبل انجام داده بودند، بازپس می‌گیرد. تلفات تانک‌های بریتانیا سنگین است.
۲۳: حمله رومل در اطراف سیدی رزق ادامه دارد. تلفات متفقین همچنان در حال افزایش است.
ایالات متحده با دولت هلند در تبعید به توافق می‌رسد که به موجب آن آمریکایی‌ها سورینام را برای محافظت از معادن بوکسیت در آنجا اشغال کردند.
۲۴: ایالات متحده به فرانسه آزاد قانون وام و اجاره اعطا می‌کند.
رومل یک یورش ۲۵ کیلومتری غافلگیرکننده به مصر را آغاز کرد. او با هیچ مقاومتی روبرو نشد.
۲۵: او-۳۳۱، او-بوت کریگس‌مارینه، اچ‌ام‌اس برهم، نبردناو بریتانیایی را در حالی که از کاروان‌های مدیترانه محافظت می‌نمود، غرق کرد.
در بلژیک تحت اشغال آلمان، دانشگاه آزاد بروکسل به دستور مقامات اشغالگر تعطیل است.
۲۶: یک ناوگان حمله ژاپنی متشکل از ۳۳ کشتی جنگی و کشتی کمکی، از جمله شش ناو هواپیمابر، از شمال ژاپن به سمت جزایر هاوایی حرکت کرد.
اولتیماتوم یادداشت هال توسط ایالات متحده به ژاپن تحویل داده می‌شود.
رومل پس از ورود کوتاه خود به مصر، برای سوخت‌گیری به بردیا عقب‌نشینی می‌کند.
۲۸: نبرد روستوف – روستوف-نا-دونو توسط ارتش سرخ بازپس گرفته می‌شود.
نبرد مسکو – پانزرهای آلمانی در حومه مسکو، نزدیک کانال مسکو-ولگا قرار دارند.
آخرین نیروهای مسلح ایتالیا در شرق آفریقا در نبرد گوندار تسلیم شدند.

## دسامبر

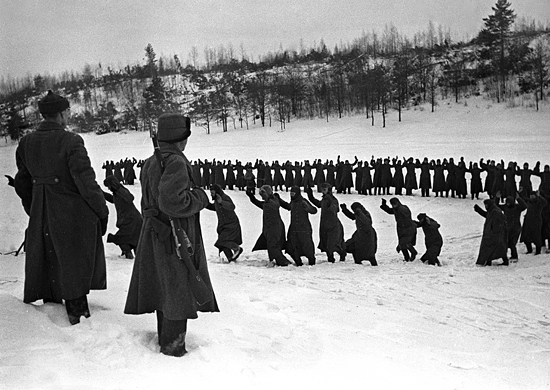
ضد حمله شوروی در نزدیکی مسکو.

۱: مالت هزارمین بمباران خود را جشن می‌گیرد.
فییورلو اچ. لاگواردیا دستور اداری ایجاد ۹ گشت هوایی غیرنظامی برای گشت ساحلی ایالات متحده و نامگذاری فرمانده ملی آن را سرلشکر جان اف. کوری منتشر می‌کند.
تقریباً ۲۰۰۰۰ یهودی استانیسلاو به منطقه گتو استانیسلاووف فرستاده شدند و به غیریهودیان نیز دستور خروج را دادند.
گزارش افسر کارل یگر از «لیتوانی پاک از یهودیان» با برخی از استثنا.
۲: نخست‌وزیر ژاپن توجو «صلح خواهی» ایالات متحده را رد کرد.
یک گشت مهندس رزمی آلمانی در حالی که به دنبال یک رخنه در محوطه دفاعی روسیه در اطراف مسکو است، به شهر خیمکی می‌رسد. این نزدیک‌ترین پیشروی آلمانی‌ها به پایتخت روسیه است.
۲–۳: آخرین پاسگاه‌های شوروی در اوسموسار و در فنلاند (پایگاه دریایی هانکو) به کرونشتات تخلیه شدند.
۳: کشتی رایلی فاکس توسط ژاپن بمباران می‌شود. قایق‌های جنگی سربازی اجباری در بریتانیا اکنون شامل همه مردان بین ۱۸ تا ۵۰ سال می‌شود. زنان نادیده گرفته نخواهند شد زیرا آنها در گروه‌های آتش‌نشانی و گروه‌های کمکی زنان خدمت می‌کنند.
۳: اعتصاب عمومی در میان کارگران بومی معدن در کنگوی بلژیک آغاز شد.
۴: درجه حرارت در جبهه مسکو به -۳۱ درجه فارنهایت (-۳۷ درجه سانتیگراد) کاهش می‌یابد. حملات آلمان شکست خورده‌است.
۴: نیروهای دریایی و ارتش ژاپن به حرکت خود به سمت پرل هاربر و جنوب شرق آسیا ادامه می‌دهند.
۵: آلمانی‌ها حمله به مسکو را که اکنون ۱۱ مایلی دورتر است، لغو کردند. ضد حملات اتحاد جماهیر شوروی در طول یک کولاک شدید.
۶: بریتانیا به فنلاند اعلان جنگ داد.
در گتو ویلنا – به ۸۰۰ یهودی و ۱۰ لهستانی در محل کشتار پوناری تیراندازی کردند. دمای هوا منفی ۲۳ درجهٔ سانتی‌گراد است.
۷: (۸ دسامبر، مناطق زمانی آسیایی) ژاپن حمله به پرل هاربر، اعلان جنگ به ایالات متحده و بریتانیا و حمله به تایلند و مالایای بریتانیا. حملات هوایی علیه گوآم، هنگ کنگ، فیلیپین، شانگهای، سنگاپور و جزیره ویک. کانادا به ژاپن اعلام جنگ کرد. استرالیا به ژاپن اعلان جنگ می‌کند.
آدولف هیتلر «فرمان شب و مه» آلمان را امضا می‌کند که حکم حذف فعالیت‌های مقاومت ضد نازی‌ها در اروپای غربی را می‌دهد.
آغاز عقب‌نشینی آلمان از اطراف مسکو و پایان نبرد مسکو پس از سه ماه و پنج روز
۸: ایالات متحده، انگلستان، هلند و نیوزیلند به ژاپن اعلان جنگ کردند.
اردوگاه مرگ خلمنو در لهستان فعالیت خود را آغاز کرد.
نیروهای ژاپنی جزایر گیلبرت (که شامل تاراوا می‌شود) را تصرف کردند. میدان کلارک در فیلیپین بمباران می‌شود و بسیاری از هواپیماهای آمریکایی روی زمین نابود می‌شوند.
نیروهای ژاپنی در نبرد پراچواپ خیری خان به تایلند حمله کردند.
نبرد هنگ کنگ آغاز می‌شود.
نبرد مالایا آغاز می‌شود.
کامنکا، لوبنیا و کریوکووو توسط ارتش سرخ آزاد شدند. آلمانی‌ها دیگر هرگز در محدوده توپخانه مسکو قرار نخواهند گرفت.
۹: تایوان رسماً به ژاپن اعلان جنگ می‌کند، اگرچه از زمان حادثه پل مارکو پولو در ۷ ژوئیه ۱۹۳۷، یک وضعیت جنگی واقعی بین دو کشور وجود داشته‌است. چین همچنین به این کشور اعلام جنگ می‌کند. آلمان و ایتالیا. استرالیا رسماً به ژاپن اعلان جنگ داد. آفریقای جنوبی از هشتم دسامبر ۱۹۴۱ به ژاپن اعلام جنگ می‌کند.
۹: معدنچیان اعتصابی اتحادیه Minière در لوبومباشی در کنگوی بلژیک توسط نیروهای استعماری بلژیک در جریان مذاکرات تیراندازی می‌شوند و حدود ۷۰ نفر کشته می‌شوند.
۱۰: کشتی جنگی بریتانیایی اچ‌ام‌اس ریپالس (۱۹۱۶) و جنگنده اچ‌ام‌اس پرنس ولز (۵۳) در یک حمله هوایی ژاپن در دریای چین جنوبی غرق شدند.
۱۱: آلمان و ایتالیا به ایالات متحده اعلان جنگ کردند. ایالات متحده متقابلاً به آلمان و ایتالیا اعلان جنگ می‌دهد.
نیروهای ایالات متحده تلاش فرود ژاپنی‌ها در جزیره ویک را دفع کردند.
ژاپن به برمه حمله کرد.
۱۲: پیاده شدن ژاپن در جزایر جنوبی فیلیپین - سامار، جولو، میندانائو.
ایالات متحده و بریتانیا پس از اعلام جنگ به رومانی به ایالات متحده و بریتانیا اعلام جنگ کردند. هند به ژاپن اعلان جنگ می‌کند.
آمریکا کشتی فرانسوی اس‌اس نرماندی را توقیف کرد.
۱۳: بلغارستان و مجارستان به ایالات متحده و بریتانیا اعلان جنگ کردند، ایالات متحده و بریتانیا متقابلاً به بلغارستان و مجارستان اعلان جنگ کردند.
ژاپنی‌ها به فرماندهی ژنرال یاماشیتا به پیشروی خود به سمت مالایا ادامه می‌دهند. تحت فرماندهی ژنرال هما، نیروهای ژاپنی در شمال فیلیپین مستقر هستند. هنگ کنگ تهدید شد.
۱۴: رزمناو بریتانیایی اچ‌ام‌اس گلتیا (۷۱) توسط زیردریایی یو-۵۵۷ در نزدیکی اسکندریه غرق شد و یک سری شکست‌های دریایی برای متفقین آغاز شد.
۱۵: «اژدرهای سرنشین‌دار» ایتالیایی به دو ناو جنگی بریتانیایی اچ‌ام‌اس کویین الیزابت و اچ‌ام‌اس ولینت (۱۹۱۴) در بندر اسکندریه آسیب می‌زنند.
نیروهای مشترک‌المنافع رومل را در خط غزه عقب می‌راند.
در گتو ویلنا، گشتاپو بلوک اکتیون به ۳۰۰ یهودی در محل کشتار پوناری کشتار پوناری تیراندازی کردند.
۱۶: رومل دستور عقب‌نشینی را به عقیله داد، جایی که در ماه مارس شروع کرده بود. او منتظر نیروهای کمکی مردان و تانک است.
ژاپن به بورنئو حمله می‌کند.
حمله آلمان به اطراف مسکو اکنون به‌طور کامل متوقف شده‌است.
۱۷: نبرد سواستوپول (۱۹۴۲–۱۹۴۱) آغاز می‌شود.
۱۸: نیروهای ژاپنی در جزیره هنگ کنگ پیاده شدند.
۱۹: تبدیل آدولف هیتلر به فرمانده کل قوای نیروی زمینی آلمان (۱۹۴۵-۱۹۳۵).
اچ‌ام‌اس نپتون (۲۰)، به میدان مین برخورد می‌کند و با یک بازمانده و از دست دادن ۷۶۶ خدمه غرق می‌شود.
۲۰: نبرد برای جزیره ویک با غرق شدن یا آسیب دیدن چندین کشتی ژاپنی ادامه دارد.
محله یهودی‌نشین گتو استانیسلاووف رسماً از بیرون بسته شده و با دیوارها مهر و موم شد.
گتو ویلنا ۴۰۰ یهودی توسط شبه نظامیان لیتوانیایی در داخل گتو کشته شدند.
۲۱: رنج لنینگراد محاصره شده ادامه دارد. تخمین زده می‌شود که روزانه حدود ۳۰۰۰ نفر بر اثر گرسنگی و بیماری‌های مختلف جان خود را از دست می‌دهند.
زندانیان اردوگاه کار اجباری باگدانفکا برای فرونشاندن شیوع تیفوس قتل‌عام می‌شوند. تقریباً ۴۰۰۰۰ نفر می‌میرند.
۲۲: ژاپنی‌ها در خلیج لینگایان، در قسمت شمالی لوزون در فیلیپین پیاده شدند.
آغاز کنفرانس آرکادیا در واشینگتن دی سی، اولین نشست رسمی رهبران سیاسی و نظامی بریتانیا و آمریکا.
۲۳: دومین تلاش ژاپنی برای فرود در جزیره ویک با موفقیت انجام شد و پادگان آمریکایی پس از ساعت‌ها درگیری تسلیم شد.
ژنرال مک آرتور مانیل را «شهر باز» اعلام کرد.
نیروهای ژاپنی در ساراواک بورنئو فرود می‌آیند.
۲۴: در فیلیپین، نیروهای آمریکایی به سمت شبه جزیره باتاآن عقب‌نشینی کردند.
بمب ژاپنی یانگون.
در شب کریسمس فرانسوی‌های آزاد سن‌پیر و میکلون را از فرانسه ویشی آزاد کردند.
۲۵: هنگ کنگ تسلیم ژاپن شد.
نیروهای متفقین بنغازی را بازپس گرفتند.
نیروهای آبی خاکی ارتش سرخ و نیروی دریایی در کرچ در کریمه فرود می‌آیند. اشغال آنها تا ماه آوریل ادامه داشت.
۲۷: کماندوهای انگلیسی و نروژی تکاور به بندر واگسوی نروژ حمله کردند و باعث شدند هیتلر پادگان و دفاع را تقویت کند.
۲۸: چتربازان ژاپنی در سوماترا فرود آمدند.